# Eleccions al Landtag de Baviera de 1966
Les eleccions al Landtag de Baviera de 1966 van ser guanyades per la Unió Social Cristiana de Baviera (CSU) amb majoria absoluta. La SPD assolí el millor resultat electoral de la seva història i per primer cop obté representació el grup neonazi NPD. El Partit de Baviera perd la representació parlamentària.
| Partit            | Percentatge | Escons |
| ----------------- | ----------- | ------ |
| CSU               | 48,6        | 110    |
| SPD               | 35,2        | 79     |
| NPD               | 7,3         | 15     |
| FPD               | 5,4         | -      |
| Partit de Baviera | 3,3         | -      |